# Myosaccium ecaude
Myosaccium ecaude är en plattmaskart. Myosaccium ecaude ingår i släktet Myosaccium och familjen Hemiuridae. Inga underarter finns listade i Catalogue of Life.